# Championnat d'Italie de rink hockey 1925
Navigation
Série A 1924 Série A 1926
L'édition 1925 du Championnat d'Italie de rink hockey est la 4e édition de cette compétition. Elle se déroule dans la salle Brigata, à Milan et se conclut par la victoire de l'US Triestina en battant son traditionnel rival le Sempione, le Milan et le Patavium.

## Équipes
- Milan Skating
- Sempione Milano
- US Triestina
- Patavium Padova

## Équipe championne
- US Triestina: Pecorari, Canal, De Santis I, De Santis II, Dorigo, Orlando.

### Sources
- (it) Cet article est partiellement ou en totalité issu de l’article de Wikipédia en italien intitulé « Serie A di hockey su pista 1925 » (voir la liste des auteurs).